# 法拉纳机场
法拉纳机场是服务几内亚城市法拉纳的机场，与该城隔尼日尔河相对，在其西方2（1.2英里）处。
机场的附属VOR/DME（呼号: FRH）及归航台（呼号: FH）位于其北偏东北方向1.1海里（2.0）处。